# Paspalidium geminatum
Paspalidium geminatum là một loài thực vật có hoa trong họ Hòa thảo. Loài này được (Forssk.) Stapf mô tả khoa học đầu tiên năm 1920.